# Jachting na letních olympijských hrách
Jachting byl zařazen do programu olympijských her již v roce 1896, ale závody byly zrušeny z důvodu nepříznivých povětrnostních podmínek. Poté byl kromě roku 1904 jachting zastoupen na každých letních olympijských hrách.
Lodě soutěžící na olympijských hrách podléhají přísným měřítkům, aby jachty v každé třídě byly pokud možno stejné a výsledek závodu závisel na umění sportovce, nikoliv stavitele lodě. Třídy vybírá Mezinárodní jachtařská federace (ISAF) a jejich seznam se občas mění, aby odrážel vývoj v konstrukci lodí a zlepšující se dovednosti sportovců.
Závodí se obvykle na více rozjížděk, které trvají 30–75 minut. Vzdálenost mezi bójemi je na klasickém olympijském okruhu 1,6 km (1 míle) a bóje jsou umístěny tak, aby jachty musely měnit pozici vůči směru větru. Plavba proti větru (stoupání) poskytuje nejlepší prověrku schopností posádky a tento úsek je nejdůležitější částí tratě. Na olympijské trati, která má tvar trojúhelníku, se proti větru pluje dvakrát a po větru (na zadní vítr) nejméně jednou. V bočním větru (pod úhlem od 45 do 135 stupňů vůči směru větru) je plavba nejsnazší a nejrychlejší a olympijská trať má obvykle jeden úsek v každém ze tří možných směrů bočního větru. Startovní čára se pokud možno stanovuje tak, aby vítr foukal v pravém úhlu vzhledem k postavení lodí, což poskytne rovné podmínky pro start všech lodí.

## Česká stopa v jachtingu na LOH
| Pořadí | Olympionik    | Zlato | Stříbro  | Bronz | Celkem |
| ------ | ------------- | ----- | -------- | ----- | ------ |
| 1.     | Lenka Šmídová | 0     | LOH 2004 | 0     | 1      |
|        |               | 0     | 1        | 0     | Celkem |